# Francisco de Almeida (governador de Angola)
Francisco de Almeida (c. 1550 – d. 1613), capitão de Tânger, e governador de Angola, era filho de D. João de Almeida, da família do conde de Abrantes, e de sua mulher Luísa de Ornelas.

## Capitão de Tânger
D. Francisco de Almeida, nomeado governador de Tânger por D. Filipe I, tomou o governo a 25 de Julho de 1581, trazendo víveres em abundancia, que dantes havia em «tanta escassez que as pessoas se sustentavam da herva do campo». Restaurou a cavalaria, porque apenas ficavam 90 cavalos. 
No primeiro encontro de importância com os mouros, enfrentou o Almocadem "Ali Aceitun", de que obteve vitória, com seis cativos e grande número de cavalos. Para vingarem-se, os mouros, às ordem de um almocadem de grande reputação, "Xidede", «reuniram-se em extraordinaria multidão (...)  e perseguiram os nossos (...). [ Mas ] D. Francisco não só rompeu os mouros (...) mas fez prisioneiros a oito, entre eles a seu Almocadem. Trouxe-o à cidade como em triunfo. Os tangerinos alegraram-se de vêr rendido e escravo aquele cujo nome atemorizava a todos».
Houve outras vitórias e o Alcaide de Alcácer-Quibir, quiz vingar-se de tantas perdas, mas foi vencido também. Voltou mais tarde com «mil e quinhentos de cavalo. Parecendo-lhes que o tinham ouvido, armou-se nos acampamentos o pessoal do Adail Melchior da Franca. Saíu fora com os que o acompanhavam em 8 de Fevereiro de 1588. Atacaram-nos os mouros, entrando nos acampamentos. Defendeu-os o adail com grande valor, até que o socorreu o capitão com os demais cavaleiros e infantes. Conduziram-se tão bem, que obrigaram os mouros a retirar-se com grande perda». Poucos dias mais tarde voltou o alcaide mas foi de novo derrotado.
Uma noite portanto, alguns mouros cativos do general, «atacaram as sentinelas e desceram pela muralha abaixo. Tocou-se o rebate segundo o costume, acudiu a gente, e sabendo-se a causa, abrio-se a porta da traição para tomar os mouros. saíu a cavalaria afim de prendê-los antes que passassem o Rio dos Júdios, e ganhassem a serra. Como nela estavam os almocadens dos mouros esperando este sucesso, que tinham maquinado e do qual os advertiu o barulho do rebate, passaram o rio e esperaram os nossos na embuscada grande. Chegaram a eles os nossos com mais confiança que ordem, e sendo atacados de repente, o sobresalto e a confusão, aumentada com a escuridão da noite, foi causa de serem dispersados quasi sem resistência. Seguiram-nos os mouros e, como o sitio era áspero, caíram mortos alguns dos nossos, ficaram outros cativos e muitos perderam os cavalos, salvando-se pela ladeira do mar»...
Diz D. Fernando de Meneses que D. Francisco «na guerra procedeu com valentia, e com prudencia na paz. A seus súbditos (...)  animou e consolou da perdas sufridas, realçou e aumentou a cavalaria e ergeu as armas quase à primeira reputação».
Com licença do rei para deixar o governo, entregou-o a Belchior (ou Melchior) da Franca e Simão Lopes de Mendonça, que a partir de 1590 o desempenharam até que o rei mandou outro general. Foi este Aires de Saldanha, que chegou em 17 de Junho de 1591.

## Governador e Capitão-General de Angola
Pouco depois de têr deixado Tânger, D. Francisco foi nomeado governador de Angola por carta régia de 9 de Janeiro de 1592, tendo desembarcado em Luanda a 24 de Junho do mesmo ano.
O seu governo não foi feliz, dado ter ordens para revogar as concessões e mercês concedidas pela Carta de Doação de 19 de Setembro de 1571, a Paulo Dias de Novais e seus companheiros.
Ao cumprir-las, originou a revolta destes, que o prenderam e expulsaram de Angola em Março de 1593. Outras fontes pretendem que as febres que dizimaram as tropas sob o seu comando e os Jesuítas que pretendiam o controlo absoluto dos indígenas, contrariando as suas ordens, fizeram-no desistir.
Abandonando então o cargo sem providências sobre a sucessão, embarcou para Pernambuco (Brasil) em 1594. Tomou o governo de Angola o seu irmão Jerónimo de Almeida.

## Conselheiro de Filipe II sobre Tânger
Depois do sultão Mulei Xeque Almamune, filho de Amade Almançor ter cedido Larache aos espanhóis, em 1610, durante o governo da praça de Tânger por D. Afonso de Noronha, o rei pensou que as praças marroquinas não necessitavam tanta guarnição e em 1613 mandou António Pereira Lopes de Berredo que também tinha sido governador, «a visitar as Praças de Africa da Coroa de Portugal com ordem, e autoridade para reformar as despezas superfluas». Antonio Pereira propunha de cortar certas portas da praça «para que se pudesse com menos gente defender. Opozselhe o general». O açunto chegou a Madrid, onde «Ouvindo ElRey humas, e outras razoens, e mandando-as consultar com as pessoas de mayor prudencia, e noticias, em particular com Francisco de Almeida, que tinha governado Tangere com tanta satisfação, conformando-se com seu parecer, resolveo, que se não alterasse o estado das cousas».

## Descendência
D. Francisco tinha casado em 1570 com D. Isabel Brandão,  filha de Isabel (ou Leonor) Teixeira, e de Diogo Brandão, senhor da quinta e couto de Avintes, a qual continuou na posse de seus descendentes, que mais tarde se tornaram condes de Avintes (com D. Luís de Almeida marido da sua neta D. Isabel de Castro) e Marqueses de Lavradio (com António de Almeida Soares Portugal).
Têve quatro filhos :
- D. João de Almeida, o Sábio, que casou com D. Jerónima de Castro, filha de D. João Soares de Alarcão, conde de Torres Vedras. Sogros de D. Luís de Almeida Portugal, 1.º Conde de Avintes e último governador de Tânger[5].
- D. Pedro
- D. Leonor, que casou com Brás Teles de Meneses (ou da Silva), Capitão de Mazagão (Marrocos).
- D. Fabiana de Almeida , freira na Madre de Deus.